# Kwajalein

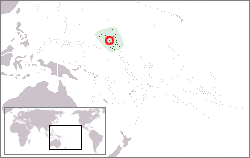
Localizarea atolului

Atolul Kwajalein (în marshalleză Kuwajleen) este un atol și este parte a Republicii Insulelor Marshall. Cea mai mare insulă a atolui se află la sud și este numită Insula Kwajalein, insula este poreclită Kwaj de către rezidenții de limbă engleză din SUA.
Atol se află în lanțul de insule numit lanțul Ralik, la 3900 km sud-vest de Honolulu, Hawaii, la 8°43′0″N 167°44′0″E / 8.71667°N 167.73333°E.

## Geografia
Kwajalein este unul dintre cei mai mari atoli de corali, măsurat prin aria de apă închisă. Format din 97 insule și insulițe, are o suprafata de teren de 16,4 km², și înconjoară unul dintre cele mai mari lagune din lume, cu o suprafata de 2174 km².

## Demografia
Aproximativ 13.500 cetățeni trăiesc pe atol, cei mai mulți pe Insula Ebeye.

## Baza americană
Pe atol se află o bază militară americană. Modul principal de transport personal este bicicleta și locuința este gratuită pentru majoritatea personalului, în funcție de contract.

### Despre Insulele Marshal
- Yokwe Online, the largest Marshallese web presence online Arhivat în 20 mai 2017, la Wayback Machine.
- Embassy of the Republic of the Marshall Islands Arhivat în 2 decembrie 2021, la Wayback Machine.

### Transport
- KWA - Kwajalein's airport, Bucholz Army Airfield
- Air Marshall Islands Arhivat în 18 ianuarie 2016, la Wayback Machine.
- Continental Air Micronesia

### Istorie
- World War II and Kwajalein
- World War II Kwajalein photos Arhivat în 24 ianuarie 2021, la Wayback Machine.
- World War II Kwajalein photos Arhivat în 21 aprilie 2003, la Wayback Machine.

### Comunitatea de pe Kwajalein
- Kwajalein's newspaper, The Hourglass Arhivat în 25 octombrie 2008, la Wayback Machine.
- Kwajalein Amateur Radio Club V73AX Arhivat în 9 august 2020, la Wayback Machine.
- Kwajalein Scuba Club
- Kwajalein Yacht Club
- Kwajalein housing Arhivat în 18 aprilie 2005, la Wayback Machine.
- Kwajalein Junior/Senior High School & George Seitz Elementary School